# Little Rock (Iowa)
Pour les articles homonymes, voir Littlerock.
Little Rock est une ville du  comté de Lyon, en Iowa, aux États-Unis. Elle est incorporée le 26 novembre 1894.

## Source de la traduction
- (en) Cet article est partiellement ou en totalité issu de l’article de Wikipédia en anglais intitulé « Little Rock, Iowa » (voir la liste des auteurs).